# Comte-rei
Comte-rei és un recurs historiogràfic creat el segle xix per a referir-se a la doble dignitat (títol) que ostentaren els reis d'Aragó i comtes de Barcelona des del regnat d'Alfons el Cast, el primer sobirà que va reunir en la seva persona els títols de rei d'Aragó i comte de Barcelona, «primus rex et comes». Amb la creació d'aquesta locució es pretenia d'una banda reflectir la doble condició del titular, comte a Catalunya i rei a l'Aragó, i de l'altra es pretenia avantposar la titulació comtal per davant de la titulació reial, a fi de ressaltar una preeminència catalana.

## Crítica
L'historiador català Flocel Sabaté i Curull critica l'ús de la locució comte-rei perquè és un recurs historiogràfic que no respon a la realitat medieval, ja que des del «primer moment, el comte de Barcelona és el rei, tal com tothom s'hi adreça i tal com ell mateix es defineix», i indica que foren els mateixos sobirans els qui reivindicaren la seva dignitat (títol) de ser «reis», per a imposar-se sobre els barons dels país.